# Brak na prvu (4. sezona)
Četvrta sezona televizijske emisije Brak na prvu službeno je bila najavljena 22. prosinca 2023. godine. Prikazivanje sezone započelo je 29. siječnja 2024. godine na RTL-u te 24 sata ranije na usluzi Voyo. Sezona se na RTL-u prikazuje ponedjeljkom i utorkom u 21:15h. 
U sezoni je brak sklopilo šestero parova.

## Produkcija i format
RTL je u najavi sezone potvrdio da se u četvrtoj sezoni vraćaju stručnjaci iz prethodne sezone, a to su doktorica i magistra psihoterapije Iva Stasiow, spisateljica i stručnjakinja za muško-ženske odnose Sanela Kovačević Nelly te profesor psihologije Boris Blažinić.
Nakon što parovi sklope brak, njihovi će privi tjedni zajedničkog života biti podijeljeni na tri segmenta: tjedan razotkrivanja, kojega će voditi Boris Blažinić, zatim tjedan intimnosti za kojega će biti zadužena Sanela Kovačević Nelly te na kraju tjedan različitosti predvođen Ivom Staisow.

## Kandidati
Dvanaestero kandidata sezone bilo je predstavljano putem RTL-ovog portala i društvenih mreža od 10. do 15. siječnja 2024. godine, s time da nije bilo otkriveno koji kandidat će s kime stupiti u brak.
| Boja | Značenje boje u tablicama           |
| ---- | ----------------------------------- |
|      | Kandidat je odlučio ostati u vezi.  |
|      | Kandidat je odlučio napustiti vezu. |
|      | Par se u konačnici vjenčao.         |
|      | Par se u konačnici rastao.          |

| Par              | Kandidati            | Dob | Mjesto               | Prva odluka    | Druga odluka  | Treća odluka  | Konačni status veze |
| Par              | Kandidati            | Dob | Mjesto               | 9./10. epizoda | n./n. epizoda | n./n. epizoda | Konačni status veze |
| ---------------- | -------------------- | --- | -------------------- | -------------- | ------------- | ------------- | ------------------- |
| Alen i Ana       | Alen Vlahović        | 28  | Zagreb               | ostaje         | n./n.         | n./n.         | n./n.               |
| Alen i Ana       | Ana Jakuš            | 27  | Bedekovčina / Zagreb | odlazi         | n./n.         | n./n.         | n./n.               |
| Anton i Nikolina | Anton Glavas         | 42  | Barcelona / Zagreb   | ostaje         | n./n.         | n./n.         | n./n.               |
| Anton i Nikolina | Nikolina Dianežević  | 34  | Zagreb               | ostaje         | n./n.         | n./n.         | n./n.               |
| Filip i Tamara   | Filip Belić          | 32  | Zagreb               | ostaje         | n./n.         | n./n.         | n./n.               |
| Filip i Tamara   | Tamara Razum         | 27  | Samobor              | ostaje         | n./n.         | n./n.         | n./n.               |
| Josip i Renata   | Josip Krolo          | 39  | Osijek / Zagreb      | ostaje         | n./n.         | n./n.         | n./n.               |
| Josip i Renata   | Renata Dojčinović    | 30  | Zagreb               | ostaje         | n./n.         | n./n.         | n./n.               |
| Klara i Lovre    | Klara Kokić          | 25  | Zagreb               | ostaje         | n./n.         | n./n.         | n./n.               |
| Klara i Lovre    | Lovre Vuković        | 34  | Šibenik              | ostaje         | n./n.         | n./n.         | n./n.               |
| Tiago i Tina     | Tiago Coutinho Nunes | 30  | Brazil / Zagreb      | ostaje         | n./n.         | n./n.         | n./n.               |
| Tiago i Tina     | Tina Blašković       | 30  | Kopar                | ostaje         | n./n.         | n./n.         | n./n.               |

## Epizode
| 88. | 1.  | "1. epizoda"  | 29. siječnja 2024. |
| Ukratko su predstavljeni mladoženje i mladenke četvrte sezone. Brak su prvi sklopili Tiago i Tina koji su se odmah svidjeli jedno drugome, no Tina se iznenadila kada je saznala da od Tiagove posljednje veze nije prošlo puno vremena. - Sklopljeni brakovi: Tiago i Tina    |     |               |                    |
| 89. | 2.  | "2. epizoda"  | 30. siječnja 2024. |
| Uslijedila su dva romantična vjenčanja. Renata je izjavila da će napustiti eksperiment ukoliko joj se dodijeljena osoba neće svidjeti. Brak sklapaju i Alen i Ana, no Alen nije bio pretjerano zadovoljan svojom mladoženjom. - Sklopljeni brakovi: Josip i Renata, Alen i Ana |     |               |                    |
| 90. | 3.  | "3. epizoda"  | 5. veljače 2024.   |
| Dva su nova para sklopila brak. Filip je odmah na oltaru izrazito svoje nezadovoljstvo s dodijeljenom partnericom. U međuvremenu, Ana je odlučila popričati s Alenom o tome zašto mu se nije svidjela. - Sklopljeni brakovi: Filip i Tamara, Klara i Lovre                     |     |               |                    |
| 91. | 4.  | "4. epizoda"  | 6. veljače 2024.   |
| Posljednja dva para sklopila su brak. - Sklopljeni brakovi: Anton i Nikolina |     |               |                    |
| 92. | 5.  | "5. epizoda"  | 12. veljače 2024.  |
| Prvi dio medenih mjeseca parova. |     |               |                    |
| 93. | 6.  | "6. epizoda"  | 13. veljače 2024.  |
| Drugi dio medenih mjeseca parova. |     |               |                    |
| 94. | 7.  | "7. epizoda"  | 19. veljače 2024.  |
| Kandidati se vraćaju s medenog mjeseca i započinju zajednički život. |     |               |                    |
| 95. | 8.  | "8. epizoda"  | 20. veljače 2024.  |
| Kandidati se po prvi puta svi zajedno druže na večeri. U fokus pada konflikt između Ane i Alena o kojemu drugi kandidati imaju podijeljena mišljenja. |     |               |                    |
| 96. | 9.  | "9. epizoda"  | 26. veljače 2024.  |
| Prvi dio ceremonije na kojemu su kandidati donosili odluke o ostanku ili odlasku iz braka. |     |               |                    |
| 97. | 10. | "10. epizoda" | 27. veljače 2024.  |
| Drugi dio ceremonije na kojemu su kandidati donosili odluke o ostanku ili odlasku iz braka. Kandidati su nakon ceremonije dobili zadatak da rangiraju svoje životne prioritete poput karijere i novca, dok su neki morali rangirati ostale kandidate po fizičkom izgledu.      |     |               |                    |
| 98. | 11. | "11. epizoda" | 4. ožujka 2024.    |
| 99. | 12. | "12. epizoda" | 5. ožujka 2024.    |
| 100. | 13. | "13. epizoda" | 11. ožujka 2024.   |
| 101. | 14. | "14. epizoda" | 12. ožujka 2024.   |

## Vanjske poveznice
- Službena stranica rtl.hr
- Službena stranica na Facebooku
- Službena stranica na Instagramu